# Philippe Rogier
Philippe Rogier (né peut être à Arras et baptisé le 12 mars 1561 à Namur et mort le 29 février 1596 à Madrid) est un compositeur franco-flamand de la Renaissance originaire des Pays-Bas méridionaux espagnols.

## Biographie

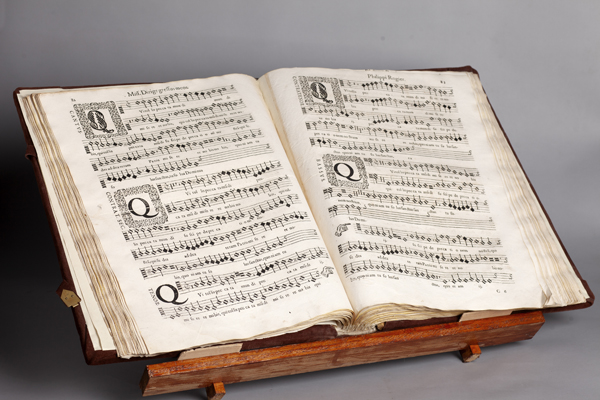
Messe de Rogier en Museo Parroquial, Pastrana

Il reçut sa première formation musicale de son oncle Regnault Rogier, chanoine de la cathédrale d'Arras. En 1572 le maître de la chapelle royale Gérard de Turnhout l'emmène en compagnie d'autres sopranistes à la cour de Madrid, Philippe Rogier y recevra un enseignement complémentaire jusqu’à l’âge adulte. De 1578 à 1591 il a été probablement étudiant à l'université de Douai, puis il retourne en Espagne. En 1586, il sera élevé au rang de maître de chapelle de la Capilla Flamenca de Philippe II et conservera cette charge jusqu’à sa mort, en 1596.
Philippe Rogier s’inscrit dans la grande tradition polyphonique des compositeurs les plus importants de la Renaissance, mais avec une évolution progressive de la complexité polyphonique vers l’expressivité théâtrale du baroque naissant. Il nous a laissé une production abondante : messes, motets, antiennes, répons, magnificats, chansons françaises et une centaine de villancicos. Les compositions de Philippe Rogier ont été appréciées aux XVIIe et XVIIIe siècles, tant en Espagne qu’au Portugal. Elles ont exercé une influence indéniable sur les compositeurs et théoriciens de la péninsule ibérique. Les uns y ont puisé leurs modèles d’écriture et les autres s’y sont référés dans leurs traités.
Philippe Rogier était aussi le neveu de Nicolas Rogier, maître de chapelle à Turnhout et à partir de 1575 à la cathédrale Saint Rombout de Malines.

## Discographie
- Missa tribus choribus Domine Dominus noster, Chœur de Chambre de Namur, La Fenice, Doulce Mémoire, Ricercar consort, dir. Jean Tubéry CD Ricercar 1997
- Missa Ego sum qui sum ; Motets - Chœur du King's College, dir. David Trendell (29 avril, 1er et 3 mai 2009, Hyperion CDA67807)
- Missa Domine Dominus noster, Missa in virtute tua - Magnificat, dir. Philip Cave (13-15 juin 2009, Linn KCD387)
- Musique d'après la Messe Sex : Missa Inclita Stirps Jesse, Missa Philippus Secundus Rex Hispaniae - Magnificat, dir. Philip Cave (21-23 février 2011, Linn KCD348)